# Sundsjö
Sundsjö is een plaats in de gemeente Bräcke in het landschap Jämtland en de provincie Jämtlands län in Zweden. De plaats heeft 132 inwoners (2005) en een oppervlakte van 20 hectare. Sundsjö ligt aan het gelijknamige meer Sundsjö en de plaats wordt omringd door bossen.